# Резидентства Британской Индии

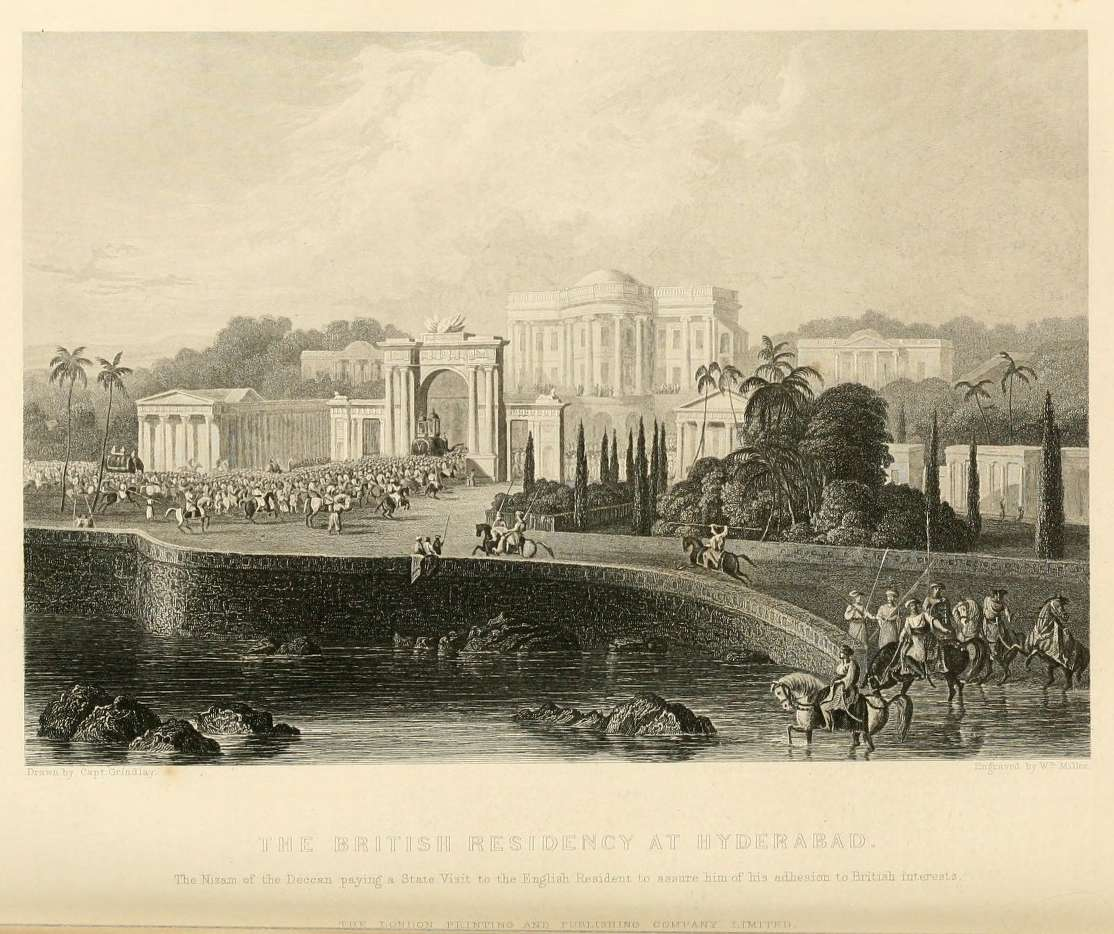
Британская резидентура в Хайдарабаде

Резидентства Британской Индии — политические ведомства, находившиеся под управлением резидента и занимавшиеся отношениями между Британской Индией и многочисленными туземными княжествами.
Система резидентств берёт своё начало в системе субсидиарных договоров, придуманной британцами после битвы при Плесси в 1757 году для защиты Бенгалии путём размещения войск Бенгальской армии в союзных туземных княжествах. По этой системе индийские князья получали гарантированную защиту от внутренних и внешних врагов за счёт размещения британских войск. Взамен они были обязаны оплачивать содержание этих войск и иметь также при своём дворе британского резидента. Резидент являлся высокопоставленным британским чиновником, назначавшимся в столицу одного из таких княжеств, формально дипломат, но также ответственный и за сохранение союза с вверенным ему государством. Это рассматривалось как система непрямого управления, которая тщательно контролировалась британским резидентом. В его задачи входили консультирование в сфере управления, вмешательство в споры о наследстве и обеспечение того, чтобы княжества не содержали иные вооружённые силы, кроме как для внутреннего патрулирования, и не заключали дипломатические союзы с другими княжествами. Резиденты пытались модернизировать эти государства путём продвижения европейских представлений о прогрессивном управлении. Первые княжества, заключившие такие субсидиарные договоры, включали Аркот, Ауд и Хайдарабад. После восстания 1857 года британский резидент в Дели играл более важную роль, чем все остальные резиденты, из-за напряжённости между Могольской империей и набирающей силу Ост-Индской компанией. Даже после установления британского правления в 1858 году многим из местных государств, управляемых индийскими князьями, предоставлялась относительная автономия в вопросах политического и административного контроля, в то время как за их внешние отношения и вопросы обороны отвечала британская администрация. Так, свыше две пятых территории Индии управлялось местными князьями.
Продолжение правления князей позволило британцам сосредоточить свои ресурсы на более значимых в экономическом отношении территориях под их прямым контролем, а также скрыть фактическую утрату независимости этими государствами, особенно в области их внешних отношений.
Резидент служил постоянным напоминанием о субсидиарных договорах между местными правителями и британской властью. Непосредственным проявлением этого было само резидентство, которое представляло собой комплекс зданий и земель, изменённых согласно эстетическим ценностям сюзеренного государства. Во многих случаях местный князь даже оплачивал возведение этих резидентств, выражая тем самым свою поддержку и верность британцам. Наваб Ауда, один из богатейших местных князей, оплатил и возвёл великолепное резидентство в Лакхнау как часть более обширной программы улучшения общества.